# Lista de pinturas de Henri Harpignies

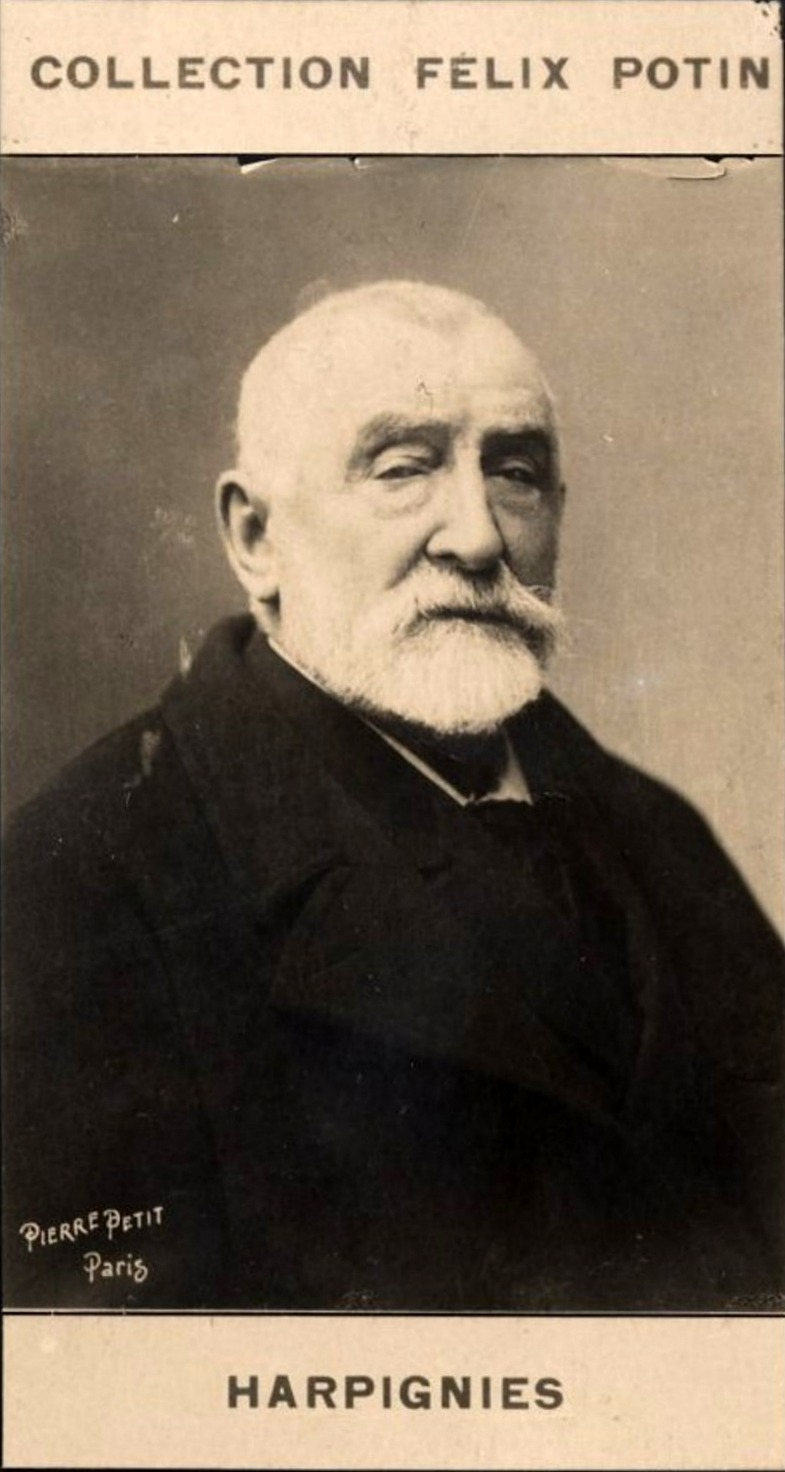
Henri Harpignies.

Esta é uma lista não exaustiva de pinturas de Henri Harpignies (1819-1916).
Henri Harpignies foi um foi um pintor de paisagens, gravador e aquarelista francês. Sua pintura foi influenciada pelo estilo do também pintor francês Jean-Baptiste-Camille Corot (1796-1875). Estudou e pintou na Itália e na França. Foi destaque no Salon de Paris de 1861.
| Imagem | Título                                                                                           | Data           | Coleção                                                                         | Localização                                        | Gênero              | Descrito em |
| ------ | ------------------------------------------------------------------------------------------------ | -------------- | ------------------------------------------------------------------------------- | -------------------------------------------------- | ------------------- | ----------- |
|        | The River                                                                                        |                |                                                                                 |                                                    |                     |             |
|        | Sunset on the Allier                                                                             |                |                                                                                 |                                                    |                     |             |
|        | A Moonlight Lake                                                                                 |                |                                                                                 |                                                    |                     |             |
|        | Clair de lune                                                                                    | 1897           |                                                                                 |                                                    |                     |             |
|        | A Serene Afternoon                                                                               |                |                                                                                 |                                                    |                     |             |
|        | A Wooded Landscape with a View of the Mediterranean Sea beyond                                   | 1896           |                                                                                 |                                                    |                     |             |
|        | Landscape                                                                                        |                | Aberdeen Archives, Gallery and Museums                                          | Galeria de arte de Aberdeen                        | pintura de paisagem |             |
|        | Sunshine on the Riviera                                                                          | 1899           | Aberdeen Archives, Gallery and Museums                                          | Galeria de arte de Aberdeen                        |                     |             |
|        | En Auvergne                                                                                      |                | Aberdeen Archives, Gallery and Museums                                          |                                                    |                     |             |
|        | The Bridle Path to the Sea - Henri Joseph Harpignies                                             | 1911           | Aberdeen Archives, Gallery and Museums                                          |                                                    |                     |             |
|        | La Rigole à St. Privé, Yonne (Rivulet at St. Privé, Yonne)                                       | 1902           | Albright–Knox Art Gallery                                                       | Albright–Knox Art Gallery                          |                     |             |
|        | Landscape                                                                                        | 1907           | Allen Memorial Art Museum                                                       | Allen Memorial Art Museum                          |                     |             |
|        | Duck Shooting on the Banks of the River Allier                                                   | 1861           | Beecroft Art Gallery                                                            | Beecroft Art Gallery                               |                     |             |
|        | Landscape                                                                                        | 1902           | Biblioteca Huntington                                                           | Biblioteca Huntington                              |                     |             |
|        | Untitled                                                                                         |                | Biblioteca Huntington                                                           | Biblioteca Huntington                              |                     |             |
|        | Le Pont De Nevers                                                                                | século XIX     | Birmingham Museums Trust                                                        | Birmingham Museum and Art Gallery                  |                     |             |
|        | Willows on the Banks of the Loire                                                                | 1893           | Brooklyn Museum                                                                 | Brooklyn Museum                                    |                     |             |
|        | A Meadow in the Bourbonnais, Morning                                                             | 1876           | Brooklyn Museum                                                                 | Brooklyn Museum                                    |                     |             |
|        | A Dairy in Beaulieu                                                                              | 1891           | Brooklyn Museum                                                                 | Brooklyn Museum                                    |                     |             |
|        | Paysage                                                                                          | 1880           | Centraal Museum                                                                 | Centraal Museum                                    |                     |             |
|        | Kerkgang                                                                                         | 1880           | Centraal Museum                                                                 | Centraal Museum                                    |                     |             |
|        | Moonrise on the Loire at Briare                                                                  |                | Chrysler Museum of Art                                                          | Chrysler Museum of Art                             |                     |             |
|        | Landscape with a Church                                                                          | 1891           | Clark Art Institute                                                             | Clark Art Institute                                |                     |             |
|        | Landscape with a River                                                                           | 1892           | Clark Art Institute                                                             | Clark Art Institute                                |                     |             |
|        | View of the Louvre, with the Grande Galerie and the Pavillon de Flore                            | 1870           | Clark Art Institute                                                             | Clark Art Institute                                |                     |             |
|        | View of the Pont Neuf and of the Western Point of the Île de la Cité from the Banks of the Seine | 1870           | Clark Art Institute                                                             | Clark Art Institute                                |                     |             |
|        | Sommerlandschaft mit spielenden Kindern und Hund                                                 | 1875           | Coleções Nacionais de Dresden                                                   | Galerie Neue Meister                               |                     |             |
|        | Die Bucht von Mentone                                                                            | século XX      | Coleções de Pinturas do Estado da Baviera                                       | Nova Pinacoteca                                    |                     |             |
|        | Paysage du Nivernais                                                                             | 1899           | Collection Rau for UNICEF                                                       |                                                    |                     |             |
|        | Landscape                                                                                        | 1893           | Cummer Museum of Art and Gardens                                                | Cummer Museum of Art and Gardens                   |                     |             |
|        | Landscape in the South of France                                                                 | 1877           | Currier Museum of Art                                                           | Currier Museum of Art                              |                     |             |
|        | River Scene                                                                                      | 1892           | Denver Art Museum                                                               | Denver Art Museum                                  |                     |             |
|        | A Village Roadway                                                                                | 1891           | Dublin City Gallery The Hugh Lane                                               | Dublin City Gallery The Hugh Lane                  |                     |             |
|        | Landscape at Capri                                                                               |                | Fine Arts Museums of San Francisco                                              | Fine Arts Museums of San Francisco                 | pintura de paisagem |             |
|        | Banks of the Allier (Borde dell Allier)                                                          | 1903           | Fine Arts Museums of San Francisco                                              | Fine Arts Museums of San Francisco                 |                     |             |
|        | Paysage                                                                                          |                | Flint Institute of Arts                                                         | Flint Institute of Arts                            |                     |             |
|        | Das Landgut von Saulce (Dept. Gonne)                                                             | 1869           | Galeria Belvedere                                                               | Galeria Belvedere                                  |                     |             |
|        | A Landscape                                                                                      | 1909           | Galeria Nacional da Irlanda                                                     | Galeria Nacional da Irlanda                        | pintura de paisagem |             |
|        | A Country Scene                                                                                  |                | Galeria Nacional da Irlanda                                                     | Galeria Nacional da Irlanda                        |                     |             |
|        | A River Scene                                                                                    | 1887           | Galeria Nacional da Irlanda                                                     | Galeria Nacional da Irlanda                        |                     |             |
|        | Landscape in Auvergne                                                                            | 1870           | Galeria Nacional de Arte                                                        | Galeria Nacional de Arte                           | pintura de paisagem |             |
|        | Landscape                                                                                        | 1898           | Galeria Nacional de Arte                                                        | Galeria Nacional de Arte                           | pintura de paisagem |             |
|        | Briare                                                                                           | 1902           | Galeria Nacional de Arte Desenhos da Galeria Nacional de Arte                   | Galeria Nacional de Arte                           |                     |             |
|        | Road at Hérisson                                                                                 | 1911           | Galeria Nacional de Arte Desenhos da Galeria Nacional de Arte                   | Galeria Nacional de Arte                           |                     |             |
|        | Landscape                                                                                        | 1911           | Galeria Nacional de Arte Desenhos da Galeria Nacional de Arte                   | Galeria Nacional de Arte                           |                     |             |
|        | View of the Dome of Saint Peter's, Rome                                                          | 1863           | Galeria Nacional de Arte Desenhos da Galeria Nacional de Arte                   | Galeria Nacional de Arte                           |                     |             |
|        | Evening Light on a Wooded Lakeside with Cattle Drinking                                          | 1882           | Galeria Nacional de Arte Desenhos da Galeria Nacional de Arte                   | Galeria Nacional de Arte                           |                     |             |
|        | A Landscape with Figures Walking along a Path                                                    |                | Galeria Nacional de Arte Desenhos da Galeria Nacional de Arte                   | Galeria Nacional de Arte                           |                     |             |
|        | Travelers on a Wooded Path with a Border of Whimsical Figures and Monkeys                        | 1895           | Galeria Nacional de Arte Desenhos da Galeria Nacional de Arte                   | Galeria Nacional de Arte                           |                     |             |
|        | A Corner of a Studio                                                                             |                | Galeria Nacional de Arte Desenhos da Galeria Nacional de Arte                   | Galeria Nacional de Arte                           |                     |             |
|        | A Potted Fuchsia with Children's Toys                                                            | 1877           | Galeria Nacional de Arte Desenhos da Galeria Nacional de Arte                   | Galeria Nacional de Arte                           |                     |             |
|        | A Cascade in the Mountains                                                                       | década de 1870 | Galeria Nacional de Arte Desenhos da Galeria Nacional de Arte                   | Galeria Nacional de Arte                           |                     |             |
|        | Bouquet d'arbres au ruisseau (Stand of Trees on a River)                                         | 1849           | Galeria Nacional de Arte Gravuras na Galeria Nacional de Arte                   | Galeria Nacional de Arte                           |                     |             |
|        | Bouquet d'arbres aux rochers (Stand of Trees with Rocks)                                         | 1847           | Galeria Nacional de Arte Gravuras na Galeria Nacional de Arte                   | Galeria Nacional de Arte                           |                     |             |
|        | Frontispiece for "Catalogue de l'Oeuvre Lithographié et Gravé de H. Daumier"                     |                | Galeria Nacional de Arte Gravuras na Galeria Nacional de Arte Coleção Rosenwald | Galeria Nacional de Arte                           |                     |             |
|        | Morning in the Nievre                                                                            | 1877           | Galeria de Arte da Nova Gales do Sul                                            | Galeria de Arte da Nova Gales do Sul               |                     |             |
|        | The Winding River                                                                                | 1882           | Galeria de Arte de Manchester                                                   | Galeria de Arte de Manchester                      |                     |             |
|        | The Castle of Clisson                                                                            | 1895           | Galeria de Arte de Manchester                                                   | Galeria de Arte de Manchester                      |                     |             |
|        | Moonlight on a Lake                                                                              | 1902           | Galeria de arte de Leeds                                                        | Galeria de arte de Leeds                           |                     |             |
|        | The Banks of the Loire                                                                           | século XIX     | Galerias Nacionais da Escócia                                                   | Galeria Nacional da Escócia                        |                     |             |
|        | Cliffs Near Cremieu                                                                              | 1847           | Galerias Nacionais da Escócia                                                   | Galeria Nacional da Escócia                        |                     |             |
|        | Moonrise                                                                                         | 1892           | Glasgow Museums Resource Centre                                                 | Glasgow Museums Resource Centre                    |                     |             |
|        | Rural Landscape                                                                                  | 1873           | Grundy Art Gallery                                                              | Grundy Art Gallery                                 |                     |             |
|        | The Mill Stream                                                                                  |                | Haggin Museum                                                                   | Haggin Museum                                      |                     |             |
|        | Landscape                                                                                        |                | Henry Art Gallery                                                               | Henry Art Gallery                                  | pintura de paisagem |             |
|        | Landscape with Bridge                                                                            | 1896           | High Museum of Art                                                              | High Museum of Art                                 |                     |             |
|        | Paysage                                                                                          |                | Holburne Museum                                                                 | Holburne Museum                                    |                     |             |
|        | View of a Stream                                                                                 | 1895           | Instituto de Artes de Minneapolis                                               | Instituto de Artes de Minneapolis                  |                     |             |
|        | Trees to the Left of a Stream                                                                    | 1890           | Instituto de Artes de Minneapolis                                               | Instituto de Artes de Minneapolis                  |                     |             |
|        | The Ravine                                                                                       |                | Johannesburg Art Gallery                                                        | Johannesburg Art Gallery                           |                     |             |
|        | Paysage                                                                                          |                | Kasser Mochary Art Foundation                                                   |                                                    |                     |             |
|        | Paysage avec figures                                                                             | 1858           | Kunsthalle Bremen                                                               | Kunsthalle Bremen                                  |                     |             |
|        | Hérisson sur les bords de l'Aumance                                                              | 1876           | Kunsthalle Bremen                                                               | Kunsthalle Bremen                                  |                     |             |
|        | Sunset Landscape                                                                                 | 1887           | Los Angeles County Museum of Art                                                | Los Angeles County Museum of Art                   | pintura de paisagem |             |
|        | The Oaks of Chateau Renard                                                                       | 1875           | McNay Art Museum                                                                | McNay Art Museum                                   |                     |             |
|        | Paysage au pêcheur au bord du Loing                                                              | 1882           | Mead Art Museum                                                                 | Mead Art Museum                                    |                     |             |
|        | River Scene                                                                                      | 1897           | Memphis Brooks Museum of Art                                                    | Memphis Brooks Museum of Art                       |                     |             |
|        | Moonrise                                                                                         | 1885           | Metropolitan Museum of Art                                                      | Metropolitan Museum of Art                         | pintura de paisagem |             |
|        | Landscape near Rome                                                                              | 1851           | Metropolitan Museum of Art                                                      | Metropolitan Museum of Art                         | pintura de paisagem |             |
|        | Fir Trees in Les Trembleaux, near Marlotte (Sapins aux Trembleaux à Marlotte)                    | 1854           | Metropolitan Museum of Art                                                      | Metropolitan Museum of Art                         | pintura de paisagem |             |
|        | The Rocky Path in the Morvan (Chemin des roches dans le Morvan)                                  | 1869           | Metropolitan Museum of Art                                                      | Metropolitan Museum of Art                         | pintura de paisagem |             |
|        | A View of Moulins                                                                                | 1850           | Metropolitan Museum of Art                                                      | Metropolitan Museum of Art                         |                     |             |
|        | Landscape: Briare                                                                                | 1888           | Mildred Lane Kemper Art Museum                                                  | Mildred Lane Kemper Art Museum                     |                     |             |
|        | Field and Trees                                                                                  |                | Mint Museum                                                                     | Mint Museum                                        |                     |             |
|        | The Roman Campagna                                                                               |                | Mount Holyoke College Art Museum                                                | Mount Holyoke College Art Museum                   |                     |             |
|        | landscape with big tree                                                                          |                | Munich Central Collecting Point                                                 | Munich Central Collecting Point                    |                     |             |
|        | The Mirror of the Pond                                                                           | século XX      | Museo de Bellas Artes de Valparaíso                                             | Museo de Bellas Artes de Valparaíso                |                     |             |
|        | On the Borders of the Forest                                                                     | século XX      | Museo de Bellas Artes de Valparaíso                                             | Museo de Bellas Artes de Valparaíso                |                     |             |
|        | Valley Landscape                                                                                 |                | Museu Ashmolean                                                                 | Museu Ashmolean                                    |                     |             |
|        | Landschaft mit Angler                                                                            | 1883           | Museu Estadual da Baixa Saxônia                                                 | Museu Estadual da Baixa Saxônia                    |                     |             |
|        | Near Crémieu                                                                                     | 1847           | Museu Fitzwilliam                                                               | Museu Fitzwilliam                                  |                     |             |
|        | La Grande Route                                                                                  |                | Museu Fitzwilliam                                                               | Museu Fitzwilliam                                  |                     |             |
|        | The Lake                                                                                         | 1897           | Museu Fitzwilliam                                                               | Museu Fitzwilliam                                  |                     |             |
|        | Au bord de l'Oise                                                                                | 1883           | Museu Fitzwilliam                                                               | Museu Fitzwilliam                                  |                     |             |
|        | Clairière dans la forêt                                                                          | 1870           | Museu Gouda                                                                     | Museu Gouda                                        |                     |             |
|        | Paysage                                                                                          | 1880           | Museu Gouda                                                                     | Museu Gouda                                        | pintura de paisagem |             |
|        | Avondlandschap.                                                                                  | 1880           | Museu Gouda                                                                     | Museu Gouda                                        |                     |             |
|        | Landscape with Two Boys Carting Faggots                                                          | século XIX     | Museu Hermitage                                                                 | Museu Hermitage                                    | pintura de paisagem |             |
|        | Landscape                                                                                        | 1865           | Museu Nacional de Arte Ocidental Matsukata Collection                           | Museu Nacional de Arte Ocidental                   | pintura de paisagem |             |
|        | El Canal de Briare                                                                               |                | Museu Nacional de Belas Artes                                                   | Museu Nacional de Belas Artes                      |                     |             |
|        | Le gros arbre                                                                                    |                | Museu Nacional de Belas Artes                                                   | Museu Nacional de Belas Artes                      |                     |             |
|        | Os carvalhos                                                                                     | 1905           | Museu Nacional de Belas Artes                                                   | Museu Nacional de Belas Artes                      |                     |             |
|        | Paisaje del Loira                                                                                | 1896           | Museu Nacional de Belas Artes                                                   | Museu Nacional de Belas Artes                      |                     |             |
|        | View from Capri                                                                                  | 1853           | Museu Nacional de Belas-Artes da Suécia                                         | Museu Nacional de Belas-Artes da Suécia            | pintura de paisagem |             |
|        | Landscape with Geese                                                                             |                | Museu Nacional de Belas-Artes da Suécia                                         | Museu Nacional de Belas-Artes da Suécia            |                     |             |
|        | Landskap med vita stenhus                                                                        |                | Museu Nacional de Belas-Artes da Suécia                                         | Museu Nacional de Belas-Artes da Suécia            |                     |             |
|        | Landskap                                                                                         | 1910           | Museu Nacional de Belas-Artes da Suécia                                         | Museu Nacional de Belas-Artes da Suécia            |                     |             |
|        | Landskap                                                                                         | 1879           | Museu Nacional de Belas-Artes da Suécia                                         | Museu Nacional de Belas-Artes da Suécia            |                     |             |
|        | Dalgång med vita hus                                                                             | 1879           | Museu Nacional de Belas-Artes da Suécia                                         | Museu Nacional de Belas-Artes da Suécia            |                     |             |
|        | Landscape with poplars                                                                           | 1886           | Museu Nacional de Belas-Artes da Suécia                                         | Museu Nacional de Belas-Artes da Suécia            |                     |             |
|        | Avallon                                                                                          | 1869           | Museu da Cidade de Bristol e Galeria de Arte                                    | Museu da Cidade de Bristol e Galeria de Arte       |                     |             |
|        | La vallée de l'Aumance                                                                           | 1875           | Museu das Belas Artes de Valenciennes                                           | Museu das Belas Artes de Valenciennes              |                     |             |
|        | Le vieux noyer. Souvenir de l'Allier                                                             | 1878           | Museu das Belas Artes de Valenciennes Departamento de Pinturas do Louvre        | Museu das Belas Artes de Valenciennes              |                     |             |
|        | Landscape with a Pond                                                                            | 1899           | Museu de Arte Moderna André Malraux                                             | Museu de Arte Moderna André Malraux                | pintura de paisagem |             |
|        | View at Hérisson, Allier                                                                         | 1875           | Museu de Arte Walters                                                           | Museu de Arte Walters                              |                     |             |
|        | The River Loire at Nevers                                                                        | 1901           | Museu de Arte de Cleveland                                                      | Museu de Arte de Cleveland                         |                     |             |
|        | Tower and Trees                                                                                  | 1882           | Museu de Arte de Columbus                                                       | Museu de Arte de Columbus                          |                     |             |
|        | Bank of a Stream                                                                                 | 1857           | Museu de Arte de Filadélfia                                                     | Museu de Arte de Filadélfia                        |                     |             |
|        | Landscape with a Donkey Cart                                                                     | 1874           | Museu de Arte de Filadélfia                                                     | Museu de Arte de Filadélfia                        | pintura de paisagem |             |
|        | Oak                                                                                              | 1895           | Museu de Arte de Filadélfia The William L. Elkins Collection, 1924              | Museu de Arte de Filadélfia                        |                     |             |
|        | Children at Play                                                                                 |                | Museu de Arte de John e Mable Ringling                                          | Museu de Arte de John e Mable Ringling             |                     |             |
|        | Morning on the Loire                                                                             | 1904           | Museu de Arte de Milwaukee                                                      | Museu de Arte de Milwaukee                         |                     |             |
|        | Landscape                                                                                        | 1915           | Museu de Arte de Milwaukee                                                      | Museu de Arte de Milwaukee                         | pintura de paisagem |             |
|        | The Village Church                                                                               | 1891           | Museu de Arte de Saint Louis                                                    | Museu de Arte de Saint Louis                       |                     |             |
|        | Fisherman in a Punt in Wooded River Landscape                                                    | 1898           | Museu de Arte de Santa Bárbara                                                  | Museu de Arte de Santa Bárbara                     |                     |             |
|        | Paisagem fluvial                                                                                 | 1900           | Museu de Arte de São Paulo                                                      | Museu de Arte de São Paulo                         |                     |             |
|        | The Mediterranean Coast                                                                          | 1900           | Museu de Arte de Toledo                                                         | Museu de Arte de Toledo                            |                     |             |
|        | The Colas Road                                                                                   | 1885           | Museu de Belas Artes da Virgínia                                                | Museu de Belas Artes da Virgínia                   |                     |             |
|        | Château de Clisson                                                                               | 1894           | Museu de Belas Artes de Bordéus                                                 | Museu de Belas Artes de Bordéus                    | visão arquitetural  |             |
|        | Landscape with an Old Dam                                                                        | 1882           | Museu de Belas Artes de Boston                                                  | Museu de Belas Artes de Boston                     | pintura de paisagem |             |
|        | Evening at Saint-Privé                                                                           | 1890           | Museu de Belas Artes de Boston                                                  | Museu de Belas Artes de Boston                     |                     |             |
|        | Chasse à courre                                                                                  | 1870           | Museu de Belas Artes de Caen                                                    | Museu de Belas Artes de Caen                       |                     |             |
|        | Windmill in Valenciennes                                                                         | 1895           | Museu de Belas Artes de Gante                                                   | Museu de Belas Artes de Gante                      | pintura de paisagem |             |
|        | Paysage de la Côte d'Azur                                                                        | 1865           | Museu de Belas Artes de Montreal                                                | Museu de Belas Artes de Montreal                   | pintura de paisagem |             |
|        | Clair de lune                                                                                    | 1889           | Museu de Belas Artes de Montreal                                                | Museu de Belas Artes de Montreal                   |                     |             |
|        | Paysage : une journée d'été                                                                      | 1890           | Museu de Belas Artes de Montreal                                                | Museu de Belas Artes de Montreal                   |                     |             |
|        | L'écluse de la Rigole à Saint-Privé                                                              | 1885           | Museu de Grenoble                                                               | Museu de Grenoble                                  |                     |             |
|        | bois et rivière sablonneuse                                                                      | 1882           | Museu de Orsay                                                                  | Museu de Orsay                                     | pintura de paisagem |             |
|        | La Mare                                                                                          | 1853           | Museu de Orsay                                                                  | Museu de Orsay                                     | pintura de paisagem |             |
|        | Le Colisée à Rome                                                                                | década de 1870 | Museu de Orsay                                                                  | Museu de Orsay                                     | pintura de paisagem |             |
|        | Le Saut-du-Loup, vue prise dans l'Allier                                                         | década de 1870 | Museu de Orsay                                                                  | Museu de Orsay                                     | pintura de paisagem |             |
|        | Le Soir, souvenir de la campagne de Rome                                                         | década de 1860 | Museu de Orsay                                                                  | Museu de Orsay                                     | pintura de paisagem |             |
|        | Paisagem                                                                                         | 1880           | Museu de Orsay Musée d'archéologie et d'histoire locale de Denain               | Musée d'archéologie et d'histoire locale de Denain | pintura de paisagem |             |
|        | Les Falaises, panneau décoratif                                                                  | década de 1880 | Museu de Orsay                                                                  | Museu de Orsay                                     | pintura de paisagem |             |
|        | Lever de lune étang de Grand-Rue                                                                 | década de 1880 | Museu de Orsay                                                                  | Museu de Orsay                                     | pintura de paisagem |             |
|        | Lisière d'un bois                                                                                | 1886           | Museu de Orsay                                                                  | Museu de Orsay                                     | pintura de paisagem |             |
|        | Paysage                                                                                          |                | Museu de Orsay                                                                  | Museu de Orsay                                     | pintura de paisagem |             |
|        | Paysage au gros chêne                                                                            |                | Museu de Orsay                                                                  | Museu de Orsay                                     | pintura de paisagem |             |
|        | Paysage avec grands arbres et ruisseau                                                           | década de 1890 | Museu de Orsay                                                                  | Museu de Cambrai                                   | pintura de paisagem |             |
|        | Paysage, prairie à hérisson                                                                      | 1889           | Museu de Orsay                                                                  | Musée de la Loire                                  | pintura de paisagem |             |
|        | Paysage, vue prise de Beaulieu                                                                   | 1891           | Museu de Orsay                                                                  | Musée des Explorations du Monde                    | pintura de paisagem |             |
|        | Prairie avec des arbres                                                                          | década de 1880 | Museu de Orsay                                                                  | Museu de Orsay                                     | pintura de paisagem |             |
|        | Solitude                                                                                         | 1886           | Museu de Orsay                                                                  | Museu de Orsay                                     | pintura de paisagem |             |
|        | Paysage                                                                                          | 1912           | Museu de Orsay Musées Nationaux Récupération                                    | Grand format                                       | pintura de paisagem |             |
|        | Paysage                                                                                          |                | Museu de Orsay Musées Nationaux Récupération                                    | Petit format                                       |                     |             |
|        | Hilly landscape with birches                                                                     | década de 1890 | Museum Boymans-van Beuningen                                                    | Museum Boymans-van Beuningen                       | pintura de paisagem |             |
|        | Landscape with two figures                                                                       | século XIX     | Museum Boymans-van Beuningen                                                    | Museum Boymans-van Beuningen                       | pintura de paisagem |             |
|        | Landscape By Moonlight                                                                           | 1891           | Museum Boymans-van Beuningen                                                    | Museum Boymans-van Beuningen                       | pintura de paisagem |             |
|        | Temps de soleil à Saint-Privé                                                                    | 1886           | Museum of Fine Arts of Reims                                                    | Museum of Fine Arts of Reims                       |                     |             |
|        | Clair de lune aux environs de Marseille                                                          | 1889           | Museum of Fine Arts of Reims                                                    | Museum of Fine Arts of Reims                       | nocturne            |             |
|        | L'Aurore                                                                                         | 1890           | Museum of Fine Arts of Reims                                                    | Museum of Fine Arts of Reims                       |                     |             |
|        | Paysage d'automne                                                                                | 1911           | Musée Léon-Dierx                                                                | Musée Léon-Dierx                                   |                     |             |
|        | Effet de soir                                                                                    |                | Musée Magnin                                                                    | Musée Magnin                                       |                     |             |
|        | Paysage provençal                                                                                |                | Musée d'Art de Toulon                                                           | Musée d'Art de Toulon                              |                     |             |
|        | Clairière en forêt, Fontainebleau                                                                | 1866           | Musée des Beaux-Arts de la ville de Paris                                       | Petit Palais                                       | pintura de paisagem |             |
|        | Le Colisée à Rome                                                                                | 1878           | Musée des Beaux-Arts de la ville de Paris                                       | Petit Palais                                       |                     |             |
|        | La Côte d'Azur, baie sur la Méditerranée                                                         | século XIX     | Musée des Beaux-Arts de la ville de Paris                                       | Petit Palais                                       |                     |             |
|        | Esquisse pour la galerie des Tourelles de l'Hôtel de Ville de Paris : Le jardin du Luxembourg    | 1890           | Musée des Beaux-Arts de la ville de Paris                                       | Petit Palais                                       |                     |             |
|        | Le banc                                                                                          | 1906           | Musée des Beaux-Arts de la ville de Paris                                       | Petit Palais                                       | pintura de paisagem |             |
|        | Le ruisseau                                                                                      | 1906           | Musée des Beaux-Arts de la ville de Paris                                       | Petit Palais                                       | pintura de paisagem |             |
|        | Paysage aux chaumières                                                                           |                | Musée des Beaux-Arts de la ville de Paris                                       | Petit Palais                                       | pintura de paisagem |             |
|        | Sous bois                                                                                        |                | Musée des Beaux-Arts de la ville de Paris                                       | Petit Palais                                       |                     |             |
|        | Deux arbres en lisière de forêt                                                                  | 1887           | Musée des Beaux-Arts de la ville de Paris                                       | Petit Palais                                       |                     |             |
|        | Maison à Herisson                                                                                | 1876           | Musée des Beaux-Arts de la ville de Paris                                       | Petit Palais                                       |                     |             |
|        | Un quai à Nice, Les Ponchettes                                                                   | 1887           | Musée des Beaux-Arts de la ville de Paris                                       | Petit Palais                                       |                     |             |
|        | Paysage de collines                                                                              | 1858           | Musée des Beaux-Arts de la ville de Paris                                       | Petit Palais                                       | pintura de paisagem |             |
|        | Falaise                                                                                          |                | Musée des Beaux-Arts de la ville de Paris                                       | Petit Palais                                       |                     |             |
|        | Vue prise à Saint-Privé                                                                          | 1884           | Musée des beaux-arts de Liège                                                   | La Boverie                                         |                     |             |
|        | Olive Trees at Menton                                                                            | 1907           | National Gallery                                                                | National Gallery                                   |                     |             |
|        | The Painter's Garden at Saint-Privé                                                              | 1886           | National Gallery                                                                | National Gallery                                   |                     |             |
|        | River and Hills                                                                                  | século XIX     | National Gallery                                                                | National Gallery                                   |                     |             |
|        | Autumn Evening                                                                                   | 1894           | National Gallery                                                                | National Gallery                                   |                     |             |
|        | A River Scene                                                                                    | século XIX     | National Gallery                                                                | National Gallery                                   |                     |             |
|        | A Farmhouse                                                                                      | 1875           | Norton Simon Museum                                                             | Norton Simon Museum                                |                     |             |
|        | Paysage à la mare                                                                                | 1883           | Palácio das Belas-Artes de Lille                                                | Palácio das Belas-Artes de Lille                   |                     |             |
|        | A Hilly Landscape                                                                                | 1903           | Perth Art Gallery                                                               | Perth Art Gallery                                  |                     |             |
|        | The Railroad Bridge at Briare                                                                    | 1888           | Philbrook Museum of Art                                                         | Philbrook Museum of Art                            |                     |             |
|        | Ravine of Cernay                                                                                 | 1861           | Portland Art Museum                                                             | Portland Art Museum                                |                     |             |
|        | Farm at Mariaville                                                                               |                | Portland Art Museum                                                             | Portland Art Museum                                |                     |             |
|        | The Village Church                                                                               | 1875           | Portland Art Museum                                                             | Portland Art Museum                                |                     |             |
|        | Landscape                                                                                        | 1884           | Princeton University Art Museum                                                 | Princeton University Art Museum                    | pintura de paisagem |             |
|        | Bay of Naples                                                                                    | 1866           | Princeton University Art Museum                                                 | Princeton University Art Museum                    | pintura de paisagem |             |
|        | Fishing in a Pond                                                                                | 1866           | Seattle Art Museum                                                              | Seattle Art Museum                                 |                     |             |
|        | Farmhouses, St Aubin, Jersey                                                                     | década de 1860 | Sheffield Galleries and Museums Trust                                           | Sheffield Galleries and Museums Trust              |                     |             |
|        | Sunset                                                                                           |                | Sheffield Galleries and Museums Trust                                           | Sheffield Galleries and Museums Trust              |                     |             |
|        | The Canal Lock                                                                                   | 1891           | Simonow collection                                                              | Simonow collection                                 |                     |             |
|        | Moonlit night                                                                                    | 1897           | Singer Museum Kunsthandel Frans Buffa & Zonen                                   | Singer Museum                                      | pintura de paisagem |             |
|        | Afternoon in July                                                                                | julho de 1876  | Smith College Museum of Art                                                     | Smith College Museum of Art                        |                     |             |
|        | Environs de Saint Privé, Yonne                                                                   | 1886           | Southampton City Art Gallery                                                    | Southampton City Art Gallery                       |                     |             |
|        | Enfants dans la forêt                                                                            | 1858           | Staatsgalerie Stuttgart                                                         | Staatsgalerie Stuttgart                            |                     |             |
|        | La vallée de l'Aumance à Hérisson                                                                | 1875           | Staatsgalerie Stuttgart                                                         | Staatsgalerie Stuttgart                            |                     |             |
|        | Entrée d'un bois                                                                                 | 1851           | University of Dundee                                                            | University of Dundee                               |                     |             |
|        | On the Riviera                                                                                   | 1891           | Wadsworth Atheneum                                                              | Wadsworth Atheneum                                 |                     |             |
|        | Bord du Loing                                                                                    | 1891           | Walker Art Gallery                                                              | Walker Art Gallery                                 |                     |             |
|        | Paysage au cours d'eau                                                                           | 1898           | Westmont Ridley-Tree Museum of Art                                              | Westmont Ridley-Tree Museum of Art                 |                     |             |
|        | Paysage montagneux                                                                               |                | Westmont Ridley-Tree Museum of Art                                              | Westmont Ridley-Tree Museum of Art                 |                     |             |
|        | Landscape at Dusk                                                                                | 1902           | Yale University Art Gallery                                                     | Yale University Art Gallery                        | pintura de paisagem |             |
|        | Sunny Road in Bourbonnais                                                                        | 1875           | Yamanashi Prefectural Museum of Art                                             | Yamanashi Prefectural Museum of Art                |                     |             |
|        | Paysage bourbonnais, environs d'Hérisson                                                         | 1877           | musée des Beaux-Arts de Valence                                                 | musée des Beaux-Arts de Valence                    |                     |             |

∑ 209 items.